# Jean Bernex
Pour les articles homonymes, voir Bernex.
Jean Bernex, né le 26 octobre 1893 à Saint-Paul-en-Chablais (Haute-Savoie) et décédé le 3 janvier 1947 à Évian-les-Bains (Haute-Savoie), est un homme politique.

## Biographie

### Jeunesse et formation
Jean-Baptiste, Marie Bernex est né à Saint-Paul-en-Chablais en (Haute-Savoie). Il est le fils d'une famille d'agriculteurs du Chablais.
Il commence ses études de médecine lorsque la Première Guerre mondiale éclate en 1914. Il participe au conflit et en ressort invalide de guerre.

### Carrière politique
Installé comme médecin à Évian-les-Bains, il entame une carrière politique locale, étant élu conseiller d'arrondissement aux élections cantonales de 1934, puis conseiller municipal l'année suivante.
Membre de la Fédération républicaine, il fut nommé membre de la commission d'assurance et de prévoyance sociales, de la commission de l'hygiène et de la commission de la santé publique.
Il est élu député conservateur de la circonscription de Thonon-les-Bains en 1936, sur un programme de refus du Front populaire. Il est à l'origine d'une proposition de loi tendant à instituer un livret de santé et rédigea en 1938  un rapport sur cette proposition de loi au nom de la commission de la santé publique.

#### Durant la Seconde Guerre mondiale
Le 10 juillet 1940, il vote en faveur des pleins pouvoirs à Philippe Pétain. De 1941 à 1943, il accepte du régime de Vichy les fonctions de maire adjoint d'Évian.
Cependant, membre de la Compagnie F.T.P. 93-12, il soigne les maquis d'Abondance, de Novel et de Bernex. Il est arrêté à Évian-les-Bains par la Gestapo le 17 avril 1944 et déporté à Dachau puis à Neckarelz. Il est libéré par les Américains à Osterbuken le 4 avril 1945.

#### Après la Libération
A la Libération le préfet de la Haute-Savoie le nomme conseiller municipal par arrêté du 20 août 1944. Revenu en France, Jean-Baptiste Bernex est élu conseiller général du canton d'Abondance et vice-président du conseil général de Haute-Savoie.
Il demande au Jury d'honneur de le relever de l'inéligibilité qui le frappait en raison de son vote des pleins pouvoirs au Maréchal Pétain en 1940. Cette instance accède à sa requête le 27 avril 1945, l'avant veille du premier tour des élections municipales auxquelles il a présenté sa candidature. Elu dès le 29 avril, l'ancien député de la Haute-Savoie distance largement les autres conseillers municipaux mais ceux-ci ne le porteront pas pour autant au fauteuil de maire.
Jean Bernex décède à Évian-les-bains le 3 janvier 1947 des suites de sa déportation en Allemagne. Le Président Vincent Auriol le décore à Évian-les-Bains, à titre posthume, chevalier de la Légion d'honneur avec mention "Mort pour la France". Il est décoré de la médaille de la Résistance française le 25 janvier 1967 à titre posthume (n° 51-271: L.C).

## Détail des mandats et fonctions

### Mandats locaux
- 1934 : conseiller d'arrondissement du canton d'Évian-les-Bains
- 1935 - 1943 : conseiller municipal d'Évian-les-Bains
- 1941 - 1943 : adjoint au maire d'Évian
- 1944 - 1947 : conseiller municipal d'Évian
- 1945 - 1947 : conseiller général du Canton d'Abondance et vice-président du Conseil général de Haute-Savoie

### Mandat de député
- 26 avril 1936 au 31 mai 1942 : député de Haute-Savoie (XVIe législature)[4]

## Décorations
- Chevalier de la Légion d'honneur à titre posthume avec mention "Mort pour la France" (1947).
- Médaille de la Résistance française à titre posthume (décret du 25 janvier 1967).